# Park Narodowy Drents-Friese Wold
Park Narodowy Drents-Friese Wold - park narodowy w prowincji Fryzja oraz Drenthe, w Holandii. Zajmuje powierzchnię 61 km². Został założony w 2000 r. na obszarze zajętym przez lasy, wrzosowiska oraz ruchome piaski.

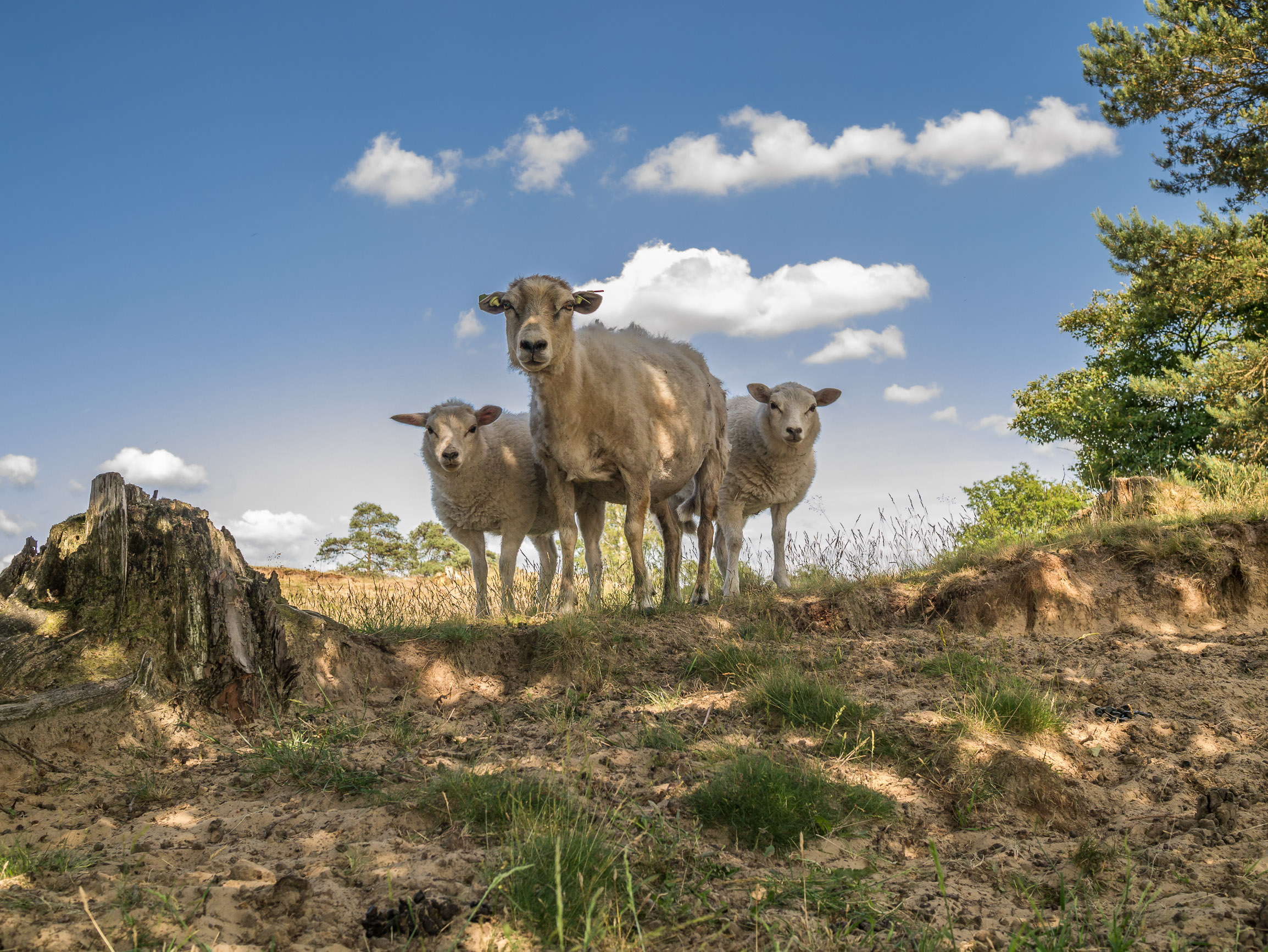
Owce w Parku Narodowym Drents-Friese Wold

Ludzie na tym terenie żyli już w Epoce Kamienia, o czym świadczą widoczne w krajobrazie groby z tamtego okresu. W ostatnich stuleciach region ten był wykorzystywany głównie w pasterstwie co, na skutek ubytku minerałów, spowodowało powstanie rozległych wrzosowisk i pól ruchomych piasków. W XIX w. rozpoczęto tutaj akcję zalesiania, w wyniku której wprowadzono w to miejsce takie gatunki jak dąb, sosnę, jodłę i modrzew.
Gatunkami zwierząt charakterystycznymi dla parku są: kuna leśna, gniewosz plamisty, traszka grzebieniasta, jaszczurka żyworodna, czy kruk zwyczajny. Spośród przedstawicieli flory spotkać tu można widłaka jałowcowatego oraz modrzewnicę zwyczajną.